# Dorothea Lange
Dorothea Lange, ursprungligen Dorothea Margaretta Nutzhorn, född 26 maj 1895 i Hoboken i New Jersey, död 11 oktober 1965 i San Francisco i Kalifornien, var en amerikansk fotograf.

## Biografi
Dorothea Lange drabbades som sjuåring av polio, vilket resulterade i ett försvagat högerben. Fadern övergav familjen, innefattande även en yngre son, när hon var tolv år gammal. Som ung antog hon moderns efternamn Lange. Hon bestämde sig för att bli fotograf efter high school och praktiserade på flera fotoateljéer i New York, bland annat Arnold Genthes (1869–1942). Hon studerade också fotografi vid Columbia University i New York för Clarence H. White. År 1918 slog hon sig ned i San Francisco, där hon så småningom kunde öppna en porträttfotoateljé. Hon var mellan 1920 och 1935 gift med målaren Maynard Dixon (1875–1946); paret fick två söner. Hon skiljde sig 1936 och gifte om sig med nationalekonomen Paul Schuster Taylor. Under fem år dokumenterade de tillsammans fattigdomen på den amerikanska landsbygden och ekonomisk exploatering av torpare och migrantarbetare.

## Migrant mother
Huvudartikel: Migrant Mother
Dorothea Langes mest berömda fotografi är Migrant Mother, taget i början av mars 1936, föreställande den 32-åriga sjubarnsmamman Florence Owens Thompson. Lange hade börjat som konventionell porträttfotograf men, upprörd över den ekonomiska depressionens effekter, började hon 1934/1935 att ta dokumentära bilder av hemlösa och arbetslösa för California State Emergency Relief Administration, vilken 1935 övertogs av federala myndigheten Resettlement Administration.

## Eftermäle
Nedslagskratern Lange på planeten Merkurius är uppkallad efter henne.

## Bilder

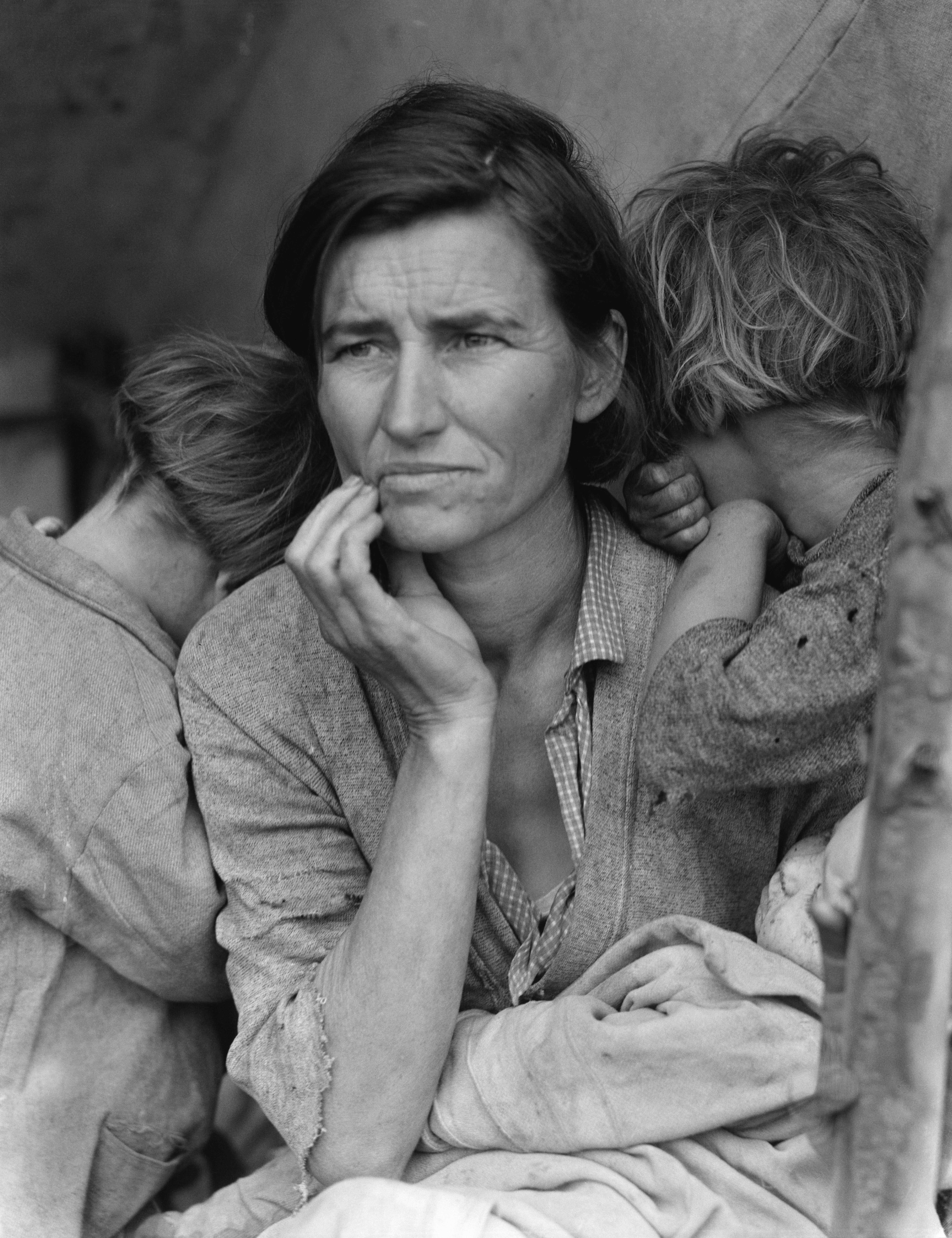
Migrant Mother, Nipomo, Kalifornien. Porträtt av Florence Owens Thompson, 1936
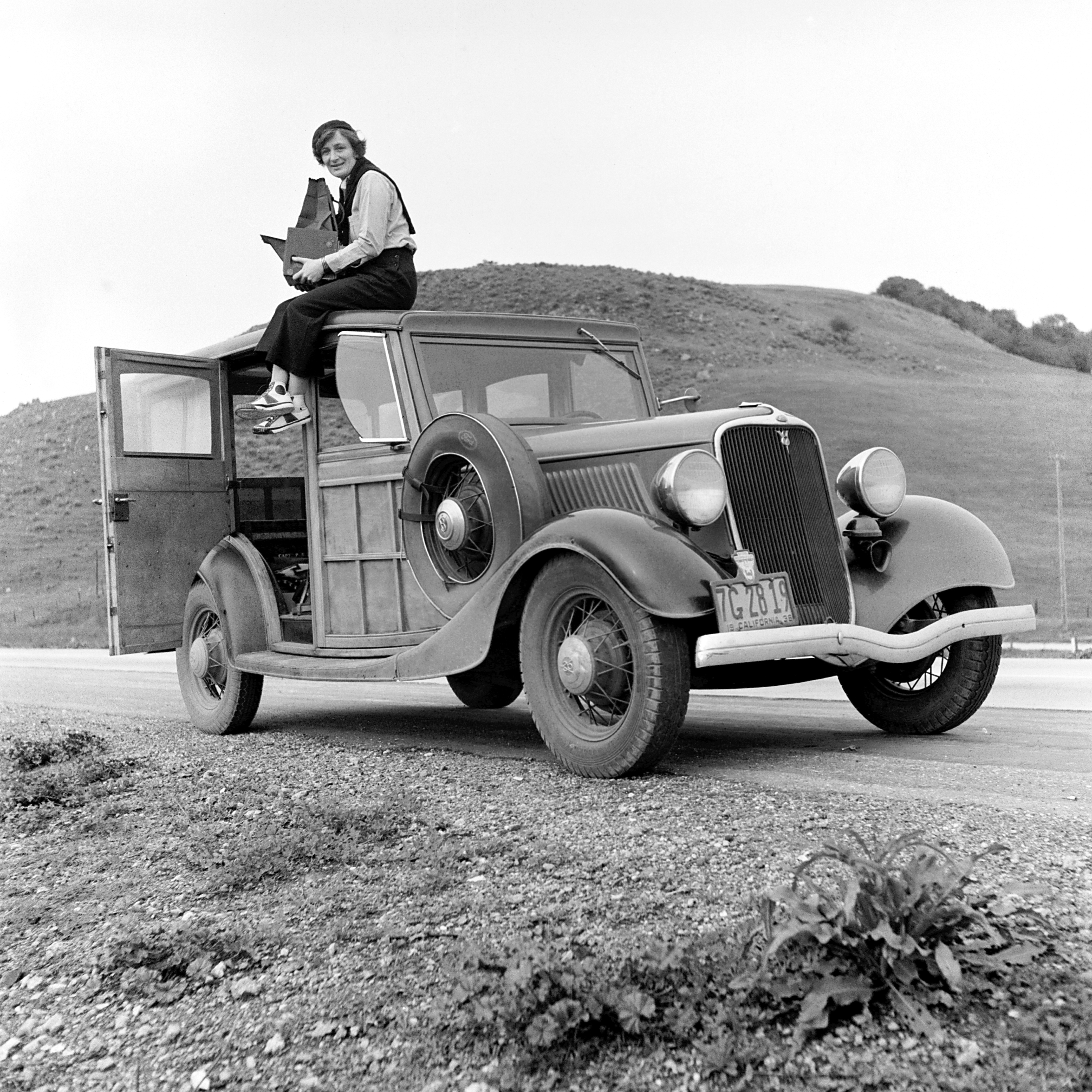
Dorothea Lange på sin bil, en Ford Model 40 stationsvagn, 1936. Kameran är en Graflex. Fotot är taget av Rondal Partridge.
Husvagnar i Stanislaus County i Kalifornien.
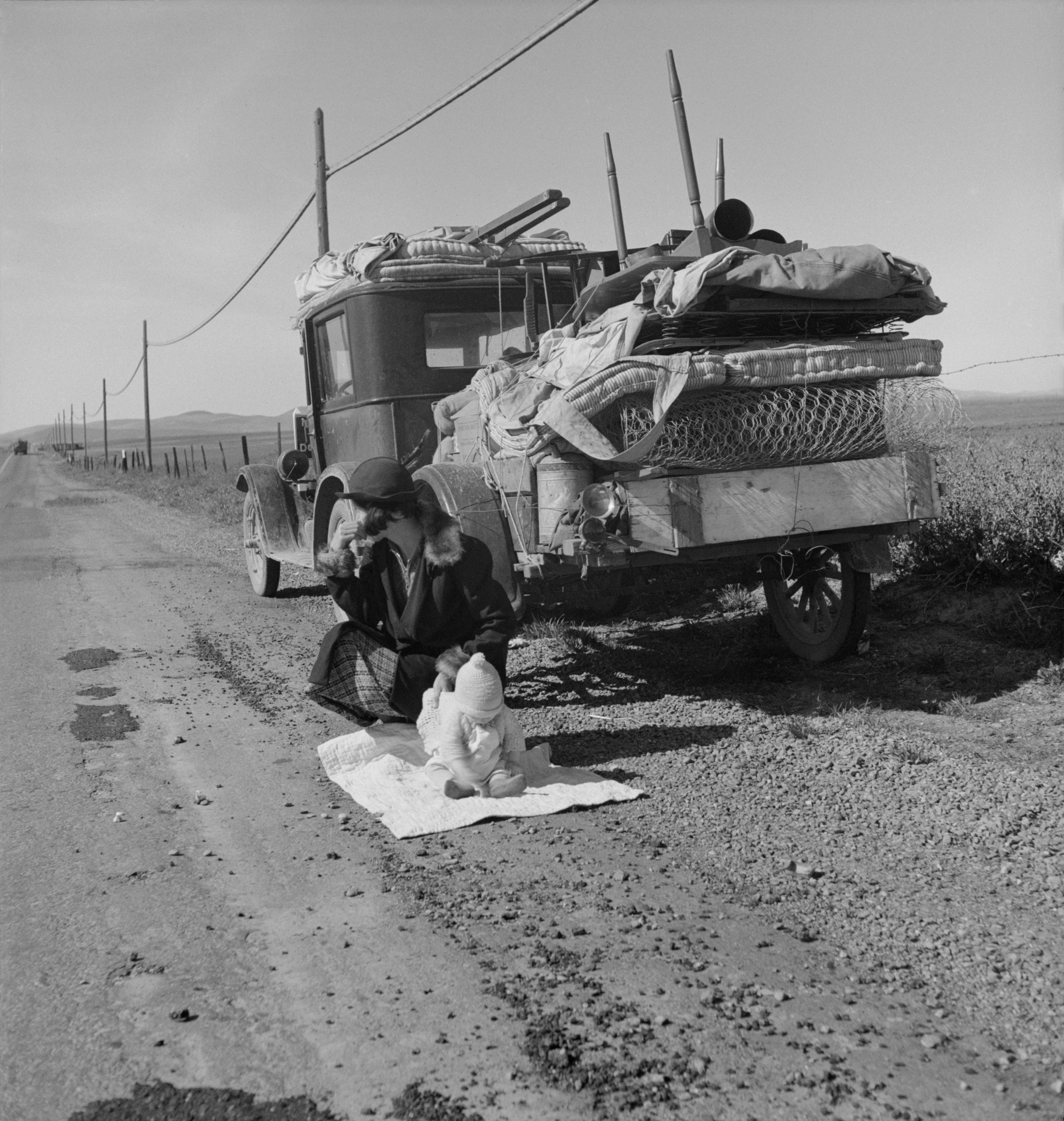
Migranter från Missouri, i Kalifornien.
Internerade japansk-amerikanska barn på lägret i Manzanar i Kalifornien.
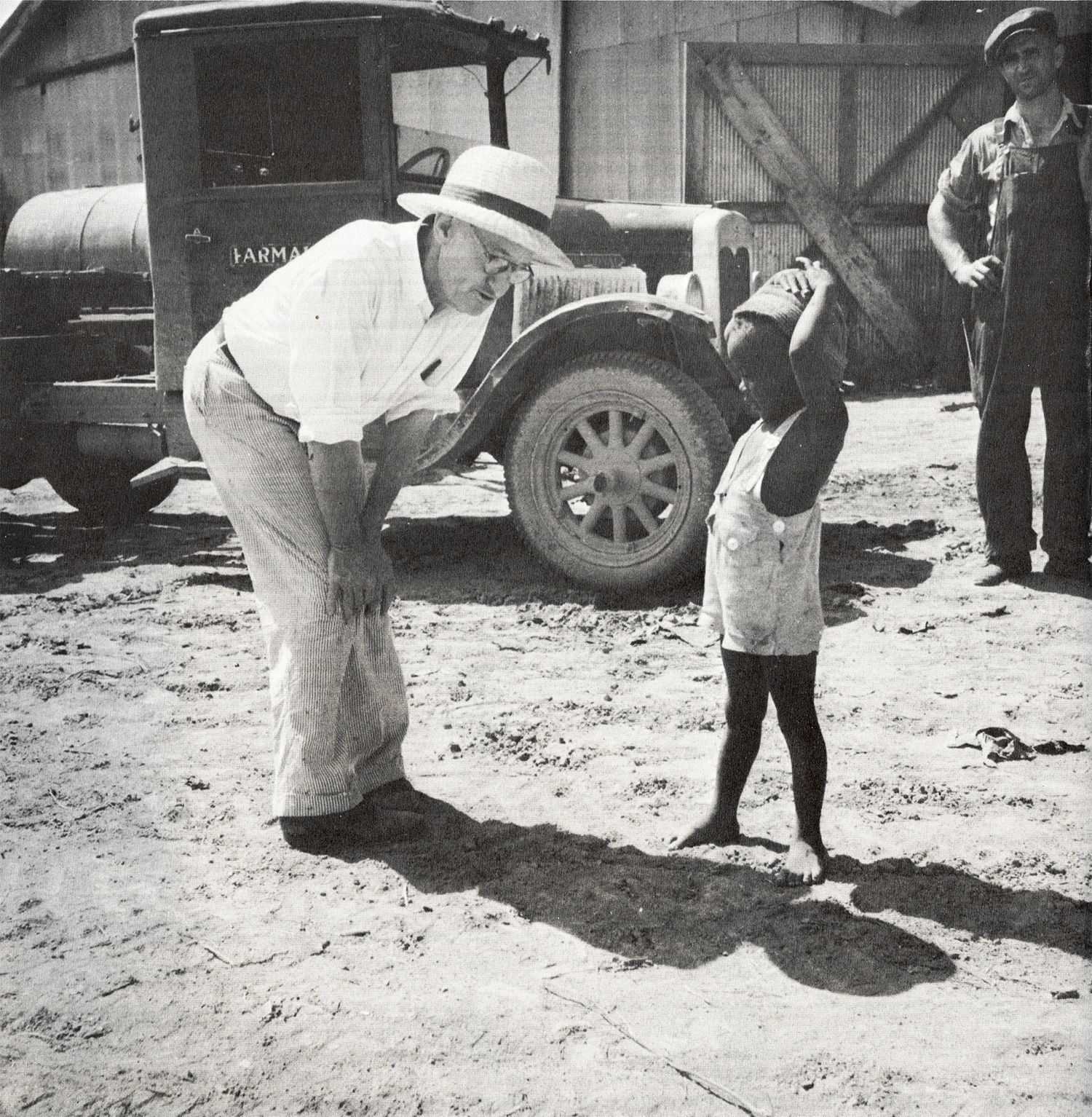
Plantageägare och barn på plantagen, Mississippi 1937.
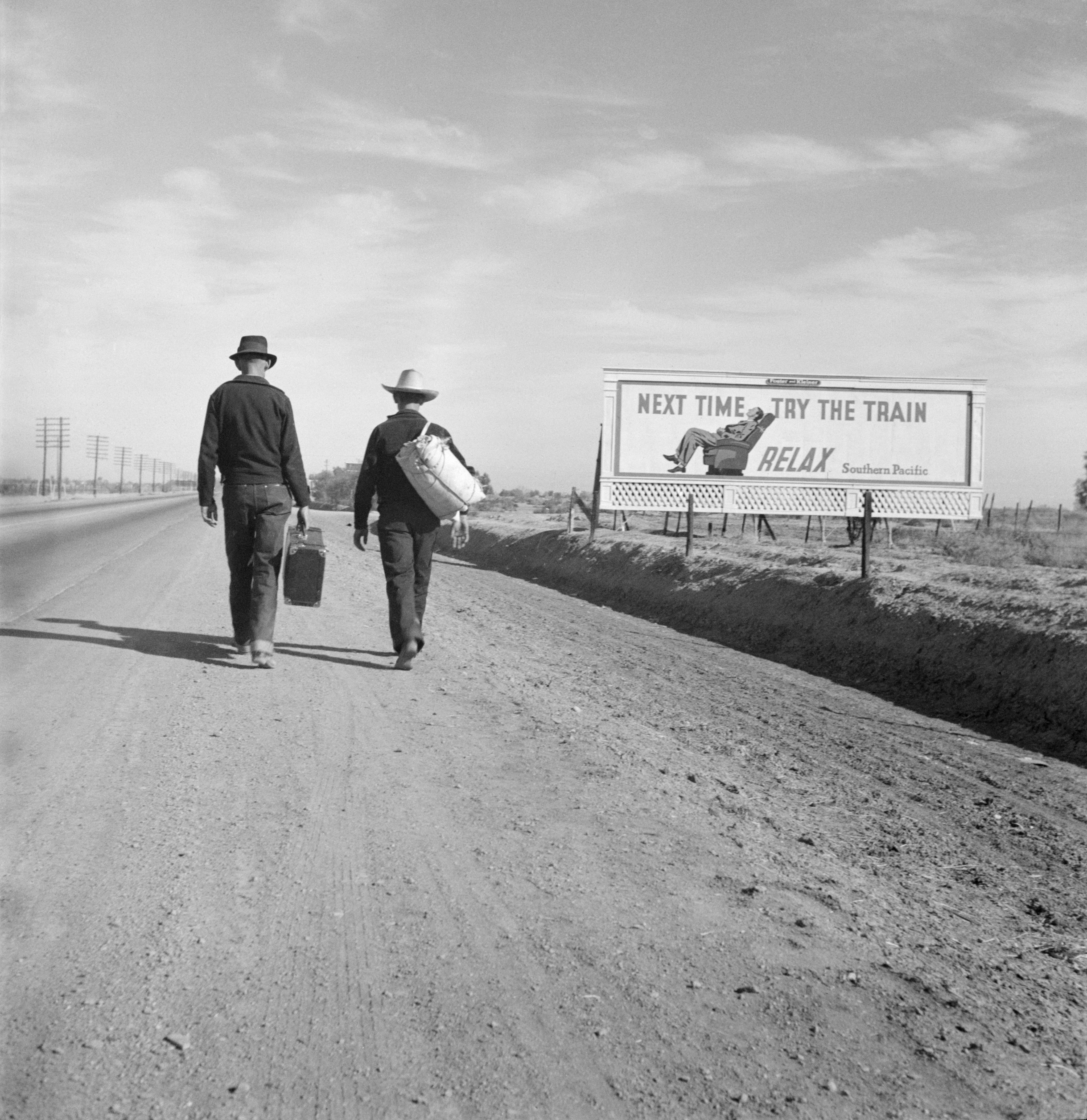
Två arbetslösa till fots på väg till Los Angeles, 1937.
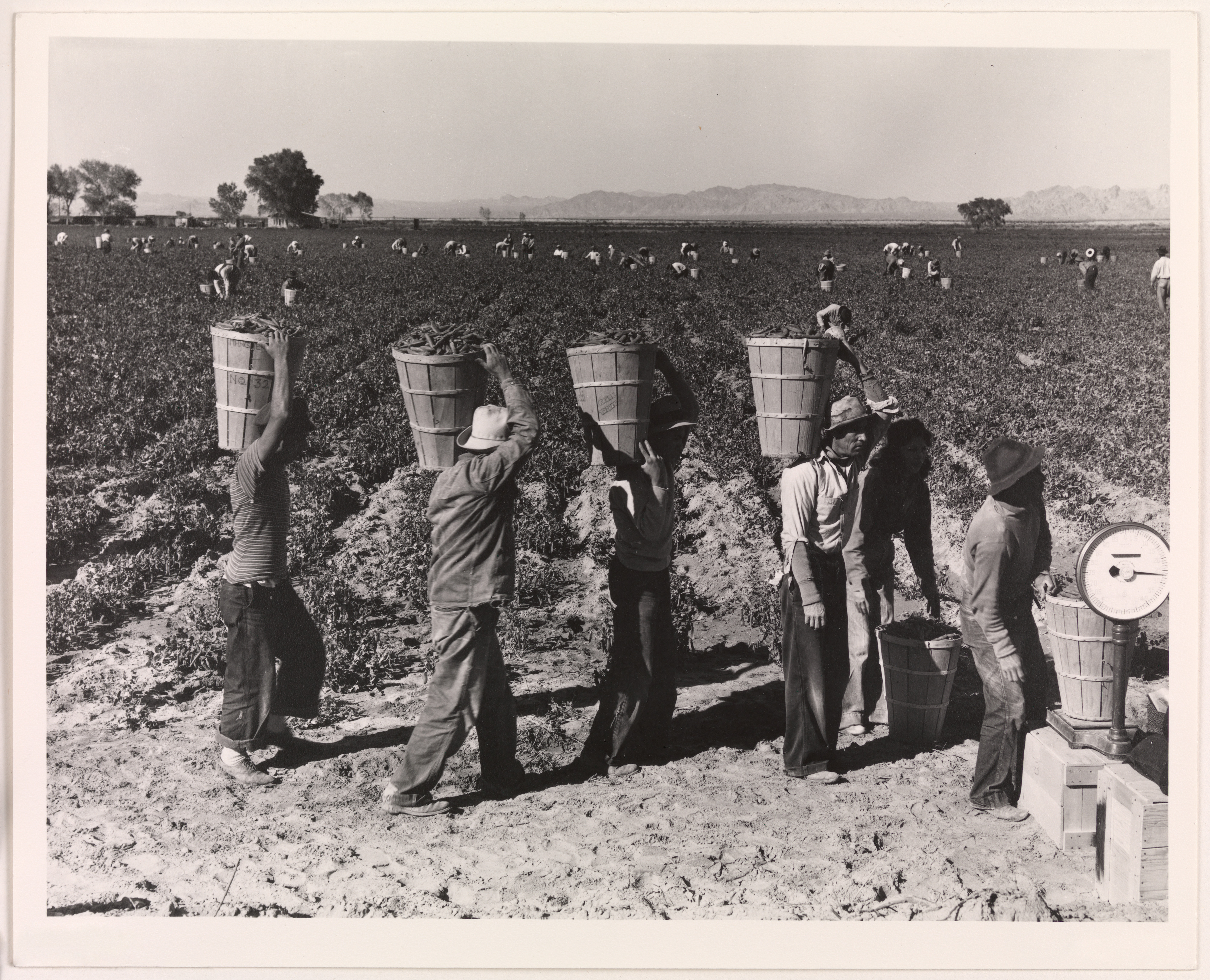
Ärtplockare i Imperial Valley, Kalifornien.